# Sinergia (física)
La sinergia (del griego: syn que significa simultaneidad, y ergon que significa obra) es la integración de sistemas que conforman un nuevo objeto. Acción de coordinación de dos o más causas o partes (elementos) cuyo efecto es superior a la suma de efectos individuales. También recibe el nombre de propiedad emergente.

## Dinámica
Este nuevo objeto, entendido desde una perspectiva aún más amplia, tiene nuevas propiedades que emergen de la dinámica natural del sistema que sostiene al objeto. El resultado es una optimización en la dinámica  del sistema, en el que, si las condiciones económicas son las adecuadas, aparecerán nuevos objetos integrados por sistemas semejantes, en las que por su dinámica podrán interactuar al mismo nivel de energía que el objeto inicial. En otras palabras: cuando dos o más elementos se unen sinérgicamente crean un resultado que aprovecha y maximiza las cualidades de cada uno de los elementos.

## Ejemplos
La molécula de monóxido de dihidrógeno (agua en su estado objeto), sólo crea las propiedades inherentes al agua en el momento que se asocia con otras cuatro moléculas más, reformulando las propiedades originales de dicha molécula que son puramente electromagnéticas. Así emergen propiedades tales como la tensión superficial, fluidez, capacidad de disolución, etc., propiedades que en su estado monomolecular son inexistentes.
Podemos decir que la palabra sinergia proviene de la palabra griega συνεργία, y su traducción literal sería la de cooperación; no obstante (según la Real Academia Española)  se refiere a la acción de dos (o más) causas cuyo efecto es superior a la suma de los efectos individuales.
La encontramos también en biología, cuando se refiere al concurso activo y concertado de varios órganos para realizar una función. Integración de partes para conseguir un todo.

## La sinergia en la teoría general de sistemas
La palabra aumenta su importancia gracias a la teoría general de sistemas que fue desarrollada en 1945 por Ludwig von Bertalanffy.
Relacionada con la teoría de sistemas, la forma más sencilla para explicar el término sinergia es examinando un objeto o ente tangible o intangible y si al analizar una de las partes aisladamente ésta no da una explicación relacionada con las características o la conducta de aquel, entonces se está hablando de un objeto sinérgico. Ligado a este concepto se encuentra otro, el de recursividad, el 
cual nos señala que un sistema sinérgico está compuesto a su vez de subsistemas que también son sinérgicos.
También se dice que existe sinergia cuando "el todo es más que la suma de las partes", esto indica que al existir una relación entre dos o más elementos, estos elementos juntos producen un efecto superior que la suma individual de cada uno de ellos.

## Requisitos de la sinergia
La sinergia tiene como prerrequisito la integración y ésta debe ser antecedida por la afinidad de las partes, pues la integración sólo es posible si existe afinidad.
En consecuencia, el desarrollo de una sociedad puede ser medido en función de la sinergia existente. Las sociedades en crecimiento son altamente sinérgicas, pues sí existe afinidad entre sus partes. 
El ingrediente fundamental de la sinergia es por lo tanto la afinidad y su contrapartida, el odio.
Sinergia y entropía son por lo tanto opuestos: el primero es unión de energía, el segundo, destrucción y disipación de energía.
Vale definir en este punto la entropía como el grado de aleatoriedad de un sistema, lo cual determina su orden o estructura anárquica.

## Ejemplos
- Los relojes: cada uno de sus componentes (maquinaria, agujas, esfera), ninguno de éstos por separado nos podrá indicar la hora, pero debidamente unidas e interrelacionadas obtendremos con exactitud la hora.
- Los automóviles: ninguna de las partes de un automóvil, ni el motor, los transmisores o la tapicería podrá transportar nada por separado, sólo en conjunto.
- Los aviones: cada una de las partes del avión no pueden volar por sí mismas, únicamente si se interrelacionan logran hacerlo.
- Los alfabetos: un conjunto de letras, cuyas combinaciones crean conceptos o símbolos. La gramática es la siguiente unidad lingüística con sentido; oraciones que pueden llegar a ser una obra maestra de literatura. Todas participan y en conjunto potencializan su capacidad.
- Las empresas: conjunto de personas que trabajan en pos de un objetivo en común que no podrían hacer por sí solas.